# Montville (Connecticut)
Montville város az USA Connecticut államában, New London megyében. Lakosainak száma 18 387 fő (2020. április 1.).

## Népesség
A település népességének változása:

| 2010 | 19 571 |
| 2020 | 18 387 |